# Anilios endoterus
Espèce
Synonymes
- Typhlops endoterus Waite, 1918
- Ramphotyphlops endoterus (Waite, 1918)
- Typhlina endotera (Waite, 1918)
- Austrotyphlops endoterus (Waite, 1918)
- Typhlops leonhardii Sternfeld, 1919

Statut de conservation UICN

 LC  : Préoccupation mineure
Anilios endoterus est une espèce de serpents de la famille des Typhlopidae. 

## Répartition
Cette espèce est endémique d'Australie. Elle se rencontre en Nouvelle-Galles du Sud, au Queensland, dans le Territoire du Nord, en Australie-Occidentale et en Australie-Méridionale.

## Description
L'holotype d'Anilios endoterus mesure 235 mm, le diamètre au milieu du corps est de 5 mm.

## Publication originale
- Waite, 1918 : Review of the Australian blind snakes. Records of the South Australian Museum, vol. 1, p. 1-34 (texte intégral).